# 紐奧良蘇黎世經典賽
紐奧良蘇黎世經典賽（Zurich Classic of New Orleans）是美國高爾夫球PGA巡迴賽的一個賽事，於每年四月在路易斯安那州紐奧良舉行。蘇黎世保險公司是該賽事的主要贊助商。紐奧良蘇黎世經典賽於1938年開始舉行。

## 外部連結
- 官方网站
- Coverage on PGA Tour's official site （页面存档备份，存于）

29°53′57″N 90°11′37″W / 29.899238°N 90.19357°W